# Hello, Judge
Hello, Judge è un cortometraggio muto del 1922 diretto da Arvid E. Gillstrom e Fred Hibbard.

## Produzione
Il film fu prodotto dalla Century Film.

## Distribuzione
Distribuito dall'Universal Film Manufacturing Company, il film - un cortometraggio in due bobine - uscì nelle sale cinematografiche USA nel 1922.